# Ižkovce
Ižkovce est un village de Slovaquie situé dans la région de Košice.

## Histoire
Première mention écrite du village en 1297.
La localité fut annexée par la Hongrie après le premier arbitrage de Vienne le 2 novembre 1938. En 1938, on comptait 260 habitants dont 8 d'origines juives. Elle faisait partie du district de Veľké Kapušany (hongrois : Nagykaposi járás). Le nom de la localité avant la Seconde Guerre mondiale était Ižkovce/Iske. Durant la période 1938 - 1945, le nom hongrois Iske était d'usage. À la libération, la commune a été réintégrée dans la Tchécoslovaquie reconstituée.

## Démographie

### Évolution de la population
| Année:               | 1994. | 2004.   | 2014.   | 2024.   |
| -------------------- | ----- | ------- | ------- | ------- |
| Nombre de personnes: | 107   | 113     | 102     | 92      |
| Différence:          |       | +5,60 % | -9,73 % | -9,80 % |

| Année:               | 2023. | 2024. |
| -------------------- | ----- | ----- |
| Nombre de personnes: | 92    | 92    |
| Différence:          |       | +0 %  |

## Politique
| Nom       | Parti politique | Date de l'élection | Fin du mandat |
| --------- | --------------- | ------------------ | ------------- |
| Ján Jakub | SMK-MKP         | 02.12.2006         | Déc. 2010     |